# Zygmunt Chlebowski

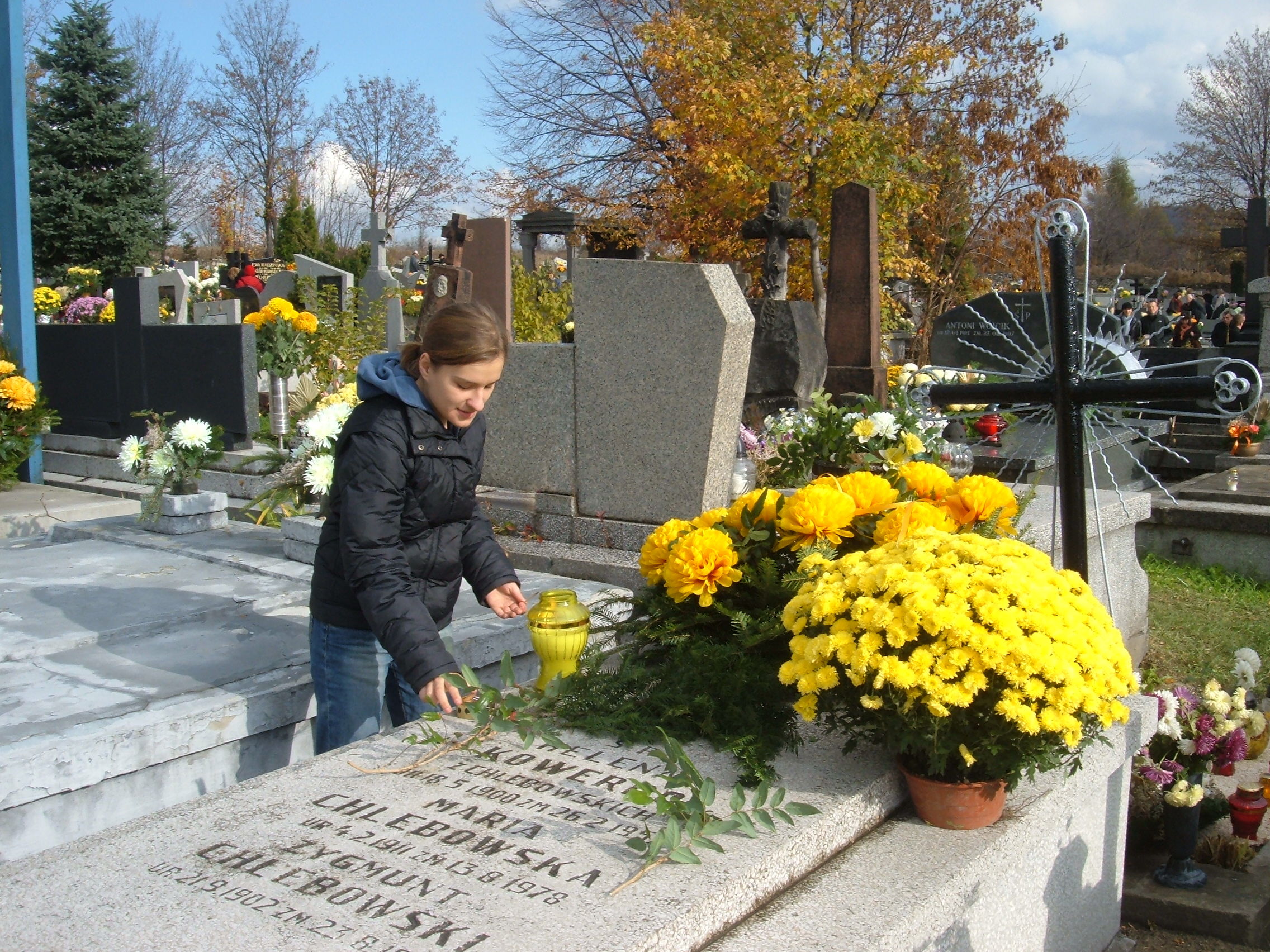
Grób rodzinny Zygmunta Chlebowskiego na cmentarzu parafii św. Katarzyny w Grodźcu (dzielnica Będzina)

Zygmunt Chlebowski (ur. 21 września 1902 w Sielcu, zm. 23 sierpnia 1986 w Katowicach) – polski inżynier, górnik. Ojciec Cezarego Chlebowskiego.

## Życiorys

### Młodość
Zygmunt Chlebowski był synem Antoniego (1872–1917), nauczyciela, i Heleny z Kołaczyńskich (1876–1938). Po przeniesieniu się do Grodźca ukończył szkołę powszechną i kilka klas gimnazjum w Będzinie. Po śmierci ojca rozpoczął pracę zarobkową od 1917 roku, w tym od 27 stycznia 1919 roku w biurze Grodzieckiego Towarzystwa Kopalń Węgla i Zakładów Przemysłowych. Równocześnie rozpoczął naukę na pomaturalnym kursie inżynieryjno-technicznym. Później, do lipca 1942 roku, pracował w Kopalni Grodziec.
W 1920 roku zgłosił się ochotniczo do wojska, gdzie skierowano go do batalionu fortecznego twierdzy w Brześciu nad Bugiem, gdzie został amunicyjnym w kompanii cekaemów. Został ranny w czasie wycofywania się przed armią Tuchaczewskiego. W czerwcu 1921 roku zdał eksternistycznie maturę w liceum ogólnokształcącym w Brześciu.

### II wojna światowa
W listopadzie 1939 roku wraz z zastępem harcerskim i synem (Cezarym Chlebowskim), ukrywał najcenniejsze książki biblioteki Polskiej Macierzy Szkolnej (którą stworzył i którą przez 20 lat przed wojną kierował) przed ich spaleniem przez Hitlerjugend. 24 lipca 1942 roku wraz z rodziną został wysiedlony z Grodźca i wraz z pozostałymi 300 inteligenckimi rodzinami z Zagłębia był wywieziony na przymusowe roboty do Niemiec. Po ucieczce stamtąd do Generalnego Gubernatorstwa zamieszkał w leśnictwie Horbów w okolicy Białej Podlaskiej. Tamtejszym leśniczym był Jan Kowerda (stryj Borysa Kowerdy), mąż jego siostry, Heleny Chlebowskiej. Przez 15 miesięcy (sierpień 1942 – listopad 1943) Chlebowski pracował jako robotnik leśny, po czym wraz z rodziną przeniósł się do Sichowa, majątku radziwiłłowskiego koło Rytwian na Kielecczyźnie (gdzie zarządcą lasów był jego szwagier). Tu kontynuował pracę jako robotnik leśny. Od początku 1944 roku w ramach pracy w AK wraz ze szwagrem redagował biuletyn zawierający informacje z nasłuchu radiowego.

### Po wojnie
Po II wojnie światowej Chlebowski pracował w Rybnickim Zjednoczeniu Przemysłu Węglowego (w Kopalni „Ignacy”), Centralnym Zarządzie Przemysłu Węglowego (od 1 września 1946 roku) w Katowicach oraz w Ministerstwie Górnictwa i Energetyki. Był dyrektorem górniczym III stopnia.

## Życie prywatne
Zygmunt Chlebowski ożenił się w 1927 roku z Anielą Szwają (1905–1945), z którą był w separacji w latach 1934–1938. Mieli jednego syna, Cezarego. Po 1945 roku Zygmunt Chlebowski mieszkał w Rybniku (w Niewiadomiu), a potem w Katowicach (w Giszowcu, od 1947 roku). Po śmierci został pochowany na Cmentarzu Boleradzkim (parafii św. Katarzyny) w Grodźcu.

## Odznaczenia
Zygmunt Chlebowski był odznaczony m.in.:
- Krzyżem Kawalerskim Orderu Odrodzenia Polski,
- Srebrnym Krzyżem Zasługi,
- Medalem 10-lecia Polski Ludowej.